# Hotte à flux laminaire

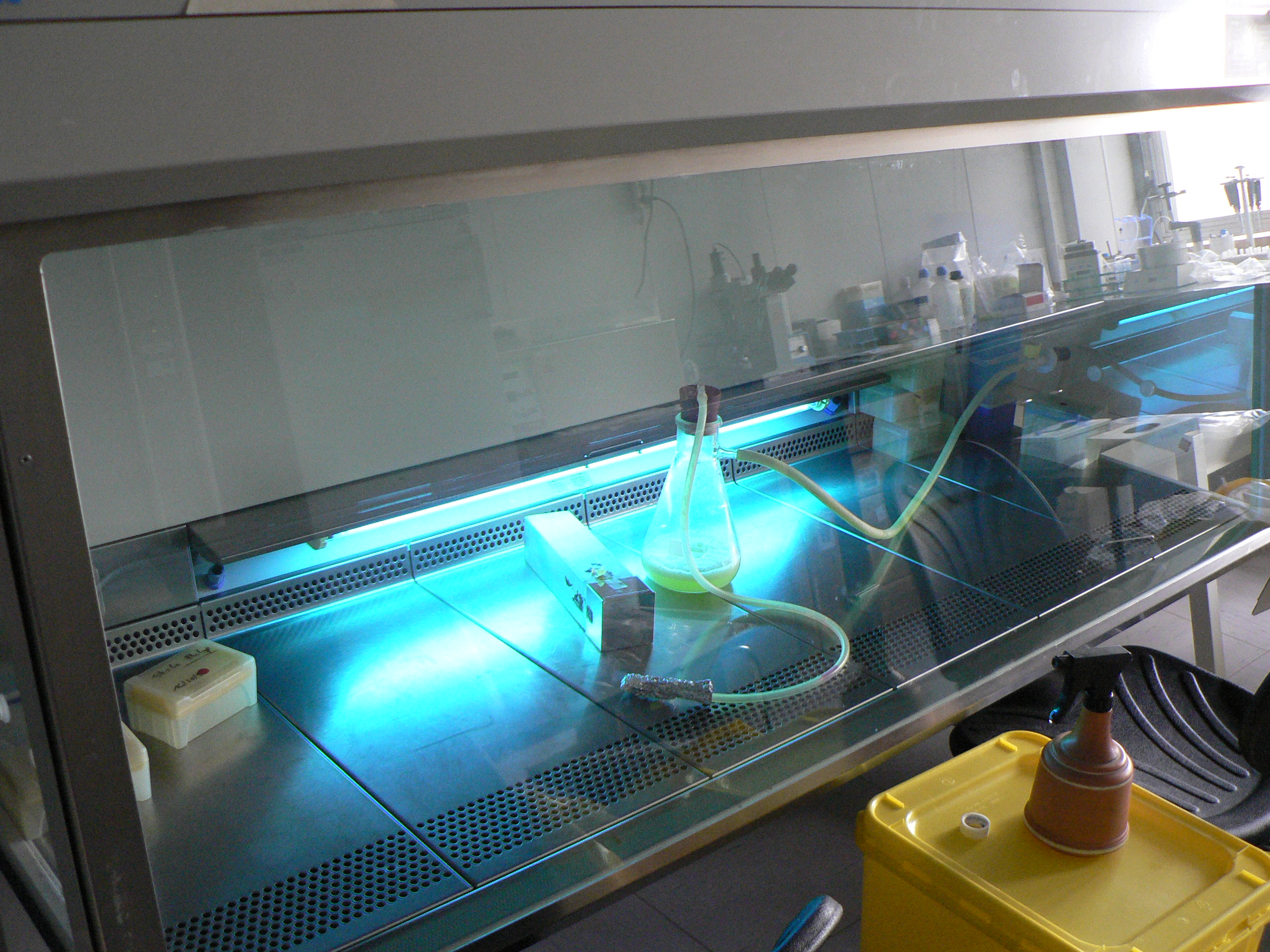
La lumière UV désinfecte la hotte à flux laminaire lorsqu'elle n'est pas en service.

Une hotte à flux laminaire est une hotte soufflante conçue pour éviter la contamination par des particules de wafers, contamination microbienne d'échantillons biologiques ou tout autre objet sensible aux particules. 
De l'air passe à travers un filtre HEPA, puis est diffusé en un flux laminaire vers l'utilisateur. Le meuble est habituellement fait d'acier inoxydable sans jointures ou espaces permettant le passage de spores.
De telles hottes existent en configurations horizontales et verticales.
Les hottes à flux laminaire sont généralement équipées d'une lampe UV-C à effet germicide pour stériliser le plan de travail et son contenu lorsqu'il n'est pas utilisé. Il est important d'éteindre cette lampe lorsqu'on travaille sous la hotte car elle brûlera rapidement toute surface exposée de peau et peut causer des cataractes et cancers de la peau.
On évite au maximum de « stocker » des objets sur le plan de travail de la hotte afin de permettre sa stérilisation.

## Différence avec les autres hottes
La hotte d'extraction chimique est une hotte sous laquelle on effectue des réactions chimiques émettant des vapeurs toxiques. L'usage et le principe de cette hotte sont totalement différents de ceux de la hotte à flux laminaire. Son principe est d'aspirer l'air de façon à évacuer les émanations toxiques. Son rôle est avant tout de protéger l'opérateur. Elle ne garantit en rien la stérilité de la manipulation.
Au contraire, le principe de la hotte à flux laminaire est de souffler un air propre vers l'échantillon, protégeant ce dernier des contaminations externes.